# Mademoiselle Victorine in costume da espada
Mademoiselle Victorine in costume da espada, o Mademoiselle V... in costume di Espada (in francese Mlle V. en costume d'espada; in inglese Mademoiselle V. . . in the Costume of an Espada), è un quadro dipinto dal pittore francese Édouard Manet nel 1862. Attualmente si trova al museo Metropolitano di New York. L'opera venne esposta al Salon des Refusés ("Salone dei rifiutati") del 1863, assieme alle opere Colazione sull'erba e Giovane in costume di majo.

## Descrizione
La tela è un ritratto audace della modella preferita di Manet, Victorine Meurent, vestita da uomo. Victorine finge di partecipare a una corrida nel ruolo di espada, ossia un torero armato di spada. Tuttavia, ogni dettaglio è stato dipinto in modo tale per far capire che il soggetto non è che un inganno: se Victorine fosse davvero una torera, dato il pericolo che rappresenta il toro, non fisserebbe lo spettatore con tanta attenzione. L'intera scena è soltanto un pretesto per ritrarre la modella con indosso degli abiti maschili, il che non fa che accentuare maggiormente la sua femminilità.
È possibile che Manet sia venuto a conoscenza dei costumi madrileni e dei dettagli della corrida attraverso il Viaggio in Spagna di Théophile Gautier, o attraverso le descrizioni della corrida di Prosper Mérimée.
Un'analisi del quadro ai raggi X ha rivelato che il quadro Mademoiselle Victorine in costume da espada è stato dipinto al di sopra di una composizione con una donna nuda seduta, che non è stata ricollegata ad alcuna opera dell'artista.
Esiste un disegno ad acquerello e inchiostro dello stesso soggetto (30,5 × 29 cm) conservato al museo d'arte della Scuola di Disegno del Rhode Island, oltre a tre acqueforti e acquetinte: due versioni sono conservate alla biblioteca nazionale di Francia, a Parigi, e un esemplare nello stesso museo di Manhattan dove si trova il dipinto.

## Accoglienza
La tela venne ritenuta da Émile Zola un'opera "dal vigore raro e con una potenza tonale estrema [...] Secondo me, il pittore è stato più colorista del solito. Le macchie sono grasse ed energiche e si stagliano sullo sfondo con tutta la bruschezza della natura."
D'altro canto, l'opera venne criticata aspramente dagli altri critici. Jules-Antoine Castagnary e Théophile Thoré-Bürger ne parlarono severamente in un resoconto del Salone dei rifiutati del 1863, criticandone i colori troppo accesi. Théophile Thoré-Bürger fu molto virulento: "[...] una signorina di Parigi vestita da espada, che agita il suo mantello viola nell'arena di una tauromachia. Il signor Manet ama la Spagna, e il suo maestro prediletto sembra essere Francisco de Goya, di cui imita le tonalità vivaci e contrastanti."